# Parque nacional del Bosque de Gir
El Parque Nacional del Bosque de Gir (también conocido en hindi como Sasan-Gir: गिर वन) es un parque nacional indio situado en el estado de Guyarat. 
El parque se encuentra en el interior de una reserva natural a la que el gobierno indio llama sanctuary en inglés ('santuario'), término anglosajón destinado a enclaves y territorios que un gobierno destina oficialmente a la protección de especies salvajes en peligro de extinción. Es una de las áreas protegidas más importantes de Asia por ser el único lugar del mundo en el que sobreviven ejemplares salvajes del león asiático (Panthera leo persica). 
Establecido en 1965, el territorio total (de unos 1412 km²) para toda la zona protegida por el parque nacional y 1.153 kilómetros cuadrados para el santuario, el parque está ubicado a unos 43 km al nordeste de Somnath, 65 km al sureste de Junagadh, ciudad del distrito del mismo nombre en la península de kathiawar (estado de Guyarat, en la India) y 60 km al sudoeste de Amreli.
Hoy en día, la diversidad de la fauna y la flora de Gir se debe a la continua colaboración del departamento de bosques del gobierno con los persistentes esfuerzos de naturalistas y ONG. El censo de abril de 2005 expuso que la población de leones en Gir era de 359, un incremento de 32 respecto al censo de 2001, mientras que el censo de abril de 2010 reveló que el aumento subió hasta los 411 leones (52 más que en el censo anterior). El Lion Breeding Programme ('programa de crianza de leones') ha alimentado y criado unos 180 leones en cautiverio desde que empezó a funcionar.

## Clima

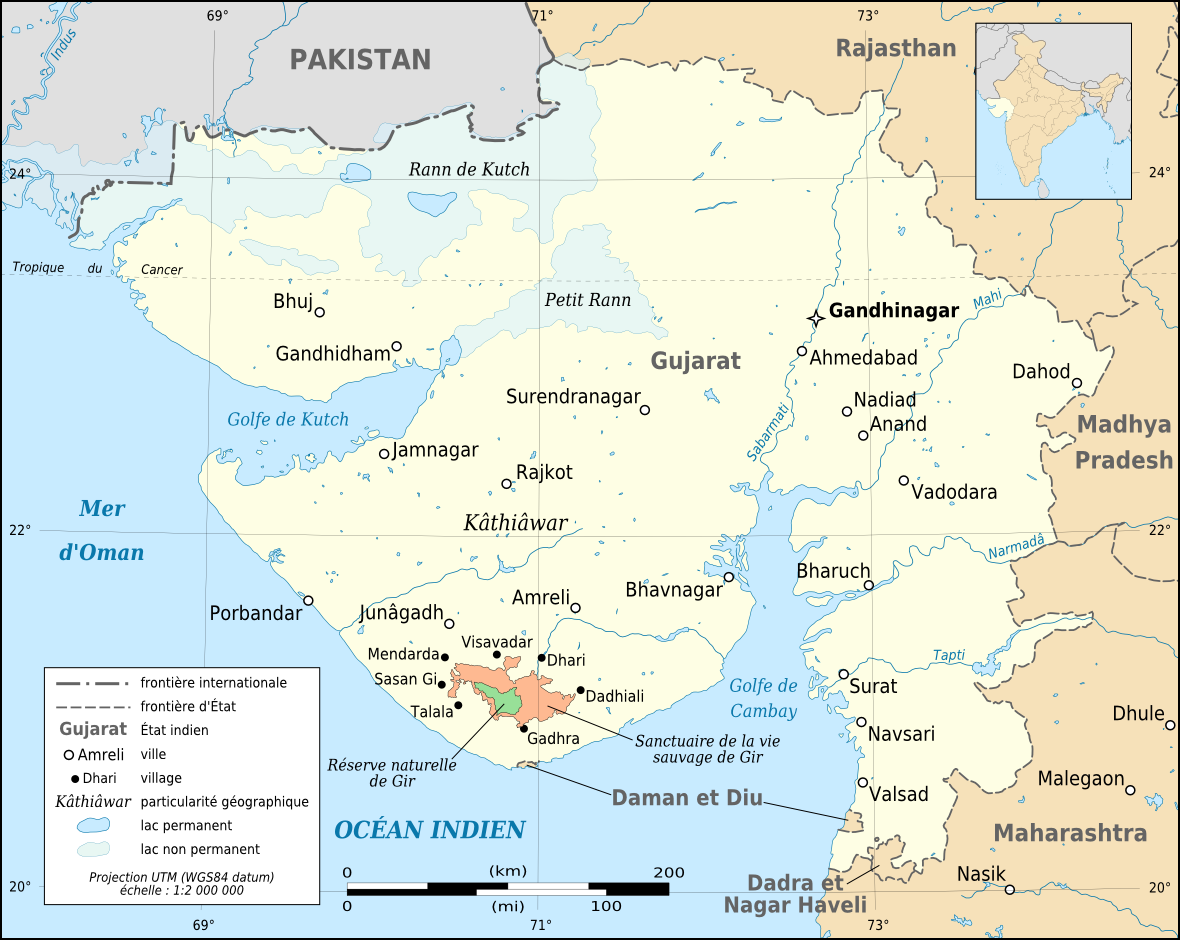
Situación en Guyarat.

Gir tiene un clima tropical, aunque se pueden reconocer estaciones como invierno y verano. Se vuelve muy caluroso en el verano, marcando temperaturas de 43 °C, y se vuelve muy húmedo en los primeros días de junio. Pero por los registros de precipitaciones del este y oeste, nos indica que es mayormente seco. En el invierno las temperaturas marcan en promedio 10 °C.
El parque y el santuario permanecen abiertos todo el año, pero se recomienda ir en el período frío y seco, es decir, entre finales de noviembre y principios de marzo. Durante este período es fácil ver la vida salvaje libre y deambulando por el parque.

## Geografía

### Reservas de agua
Los siete mayores ríos de la región Gir incluyen Hiran, Saraswati, Datardi, Shingoda, Machhundri, Ghodavadi y Raval. Gir es un sector de captación de agua, con cuatro reservas repartidas en un área de 820 km², y teniendo esos siete ríos para mantener el nivel del agua. Excepto en caso de sequías, los ríos siguen teniendo una fuente regular de agua, la que se mantiene todo el año.

## Vida salvaje

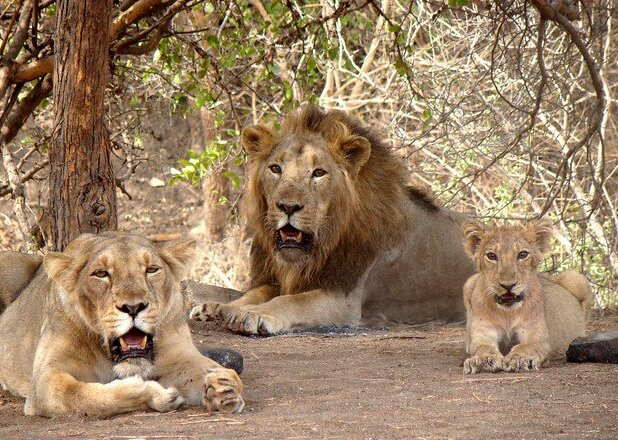
Una familia de leones asiáticos (Panthera leo persica) en el Bosque de Gir.

Se han contado 2375 especies de fauna, las que incluyen 38 especies de mamíferos, alrededor de 300 especies de pájaros, 37 especies de réptiles y más de 2000 especies de insectos.
El parque acoge grandes herbívoros asiáticos como el chital, el ciervo sambar, el nilgó, el antílope cuadricorne, el chinkara y el jabalí. El sasín, presente en algunas regiones cercanas, visita la zona en raras ocasiones. Otros mamíferos abundantes son el puercoespín indio y la liebre, mientras que el pangolín es raro.
Los depredadores principales son el león asiático (actualmente extinto en el resto de su distribución), el leopardo (cerca de 500), el gato de la jungla, la hiena rayada, el chacal, el zorro de Bengala, la mangosta india y el gato montés. 
Los reptiles están representados por el cocodrilo de las marismas, que alcanzan en los pantanos del parque las densidades más altas de todo el subcontinente indio, la tortuga estrellada india y varias especies de varanos y serpientes. La gigantesca pitón asiática es otro visitante ocasional. El Departamento Forestal del estado de Guyarat ha usado Gir para la adopción de un proyecto de conservación del cocodrilo en 1977 y liberó cerca de mil cocodrilos de las marismas, criados en el centro de cría de Gir en el lago Kamaleshwar y otros embalses y aguas en Gir y sus alrededores.
También hay más de 300 especies de aves, de los cuales la mayoría son sedentarios. Entre los carroñeros destacan 6 especies de buitres. Algunas de las especies típicas de Gir son el águila culebrera chiíla, el Águila-azor perdiguera (en peligro), el Águila-azor variable, el búho pescador de Ceilán, el búho bengalí, la perdicilla argundá, el pico kizuki, la oropéndola enmascarada, el vencejo arborícola coronado y la pita india. No se encontró ningún cálao gris indio en el último censo de 2001.

### El programa de crianza de leones y su censo
El programa de crianza de leones opera principalmente creando y manteniendo los centros de crianza. Tiene estudios detallas del comportamiento natural de los leones asiáticos y también practica inseminación artificial. Uno de estos centros se ha establecido en el zoológico "Sakkarbaug" en la capital del distrito de Junagadh, el cual ha criado unos 180 leones en cautiverio.
El censo o conteo de leones toma lugar cada cinco años.